# One More Chance (Michael Jackson)
One More Chance è una canzone interpretata da Michael Jackson, scritta da R. Kelly ed estratta come unico singolo dalla raccolta di numero uno di Jackson, Number Ones, il 22 novembre 2003. La canzone è inclusa come unico inedito nella compilation.

## Descrizione
La canzone di genere R&B e soul fu scritta e composta da R. Kelly e registrata da Jackson durante le sessioni di registrazione dell'album Invincible, del 2001. Si tratta della terza ed ultima collaborazione tra i due artisti, iniziata nel 1995 con la pubblicazione della canzone You Are Not Alone sull'album doppio HIStory di Jackson e proseguita poi con la pubblicazione del brano Cry, contenuta in Invincible, l'ultimo album in studio pubblicato da Michael Jackson in vita. Tutte e tre le canzoni furono pubblicate come singoli dai rispettivi album, entrando tutte tra le prime dieci o tra le prime 20 posizioni delle principali classifiche mondiali, mentre You Are Not Alone infranse ogni record diventando la prima canzone nella storia della musica a debuttare direttamente alla numero 1 della classifica dei singoli statunitense Billboard Hot 100 .

## Il videoclip

### Antefatti
Quello che sarebbe diventato il videoclip ufficiale della canzone, nacque come una esibizione esclusiva che avrebbe dovuto concludere uno special televisivo su Jackson; il canale televisivo statunitense CBS stava infatti preparando uno special televisivo di circa un'ora dedicato completamente a Michael Jackson in vista dell'uscita della compilation Number Ones contenente tutte le canzoni arrivate alla numero uno di quest'ultimo. Lo special si sarebbe dovuto intitolare The One e sarebbe andato in onda il 26 novembre 2003. Il programma sarebbe stato composto da varie interviste a parenti e collaboratori del cantante, oltre che a molti artisti dell'epoca che si sentivano ispirati da lui, come Pharrell Williams o Beyoncé, e avrebbe ripercorso la carriera di Jackson e si sarebbe dovuto concludere con quella che venne annunciata come una performance esclusiva del cantante in cui avrebbe interpretato il brano inedito One More Chance. La CBS iniziò i preparativi per la registrazione della performance, che sarebbe avvenuta in gran segreto a Las Vegas. A causa di nuove accuse di presunti abusi sessuali su minore verso Jackson però, il tutto venne accantonato dopo un solo giorno di riprese e lo special venne cancellato dai palinsesti, venendo pubblicato infine in DVD nell'aprile 2004 senza la performance finale e con al suo posto un montaggio di vari video dell'artista.

### Produzione
La produzione della registrazione della performance, che sarebbe diventata in seguito il videoclip, iniziò il 17 novembre 2003 a Las Vegas, al CMX Productions Studio, e venne diretta da Nick Brandt, che aveva già lavorato con l'artista ai video di Childhood, Earth Song, Stranger in Moscow e Cry, quando, dopo solo un giorno di riprese, su Jackson piovvero delle nuove accuse di presunti abusi sessuali su minore con un mandato d'arresto nei suoi confronti, costringendo l'artista ad interrompere le riprese. Il filmato, pertanto, rimase incompiuto con solo le riprese in campo lungo e in semisoggettiva completate e nessun primo piano su Jackson. Il video rimase inedito per sette anni. Per accompagnare quindi il singolo all'epoca venne realizzato un montaggio con immagini tratte da vecchi video e performance dell'artista.

### Pubblicazione
Solo dopo la morte di Michael Jackson, avvenuta il 25 giugno 2009, si decise infine di editare il girato utilizzando le riprese disponibili, per essere realizzato come un video inedito per la raccolta di videoclip in DVD Michael Jackson's Vision pubblicata nel 2010. Venne pubblicato in anteprima nel sito ufficiale del cantante il 19 novembre 2010. L'anteprima televisiva italiana del video inedito venne concessa al canale pubblico Rai 2 per la trasmissione Emozioni, in uno speciale dedicato a Michael Jackson.

### Ambientazione e significato
Il video è ambientato a Las Vegas in un club della città, nel quale vediamo Jackson che canta e balla, quasi sempre di spalle, esibendosi di fronte al pubblico dal lato dei tavolini e delle sedie mentre il pubblico, inconsuetamente, si trova invece sul palcoscenico. Dopo aver cantato, Michael Jackson se ne va ringraziando tutti, commuovendosi e lasciando il locale dando le spalle al palcoscenico. Secondo coloro che hanno lavorato al video, l'intento di Jackson era simbolico: dare le spalle al palco simboleggiava la sua intenzione di lasciare il mondo della musica e di intraprendere un nuovo percorso di carriera nel cinema, credeva si sarebbe trattato del video finale per la Sony Music e che si sarebbe districato dal contratto. In sostanza, stava voltando le spalle sulla vecchia carriera, abbandonandola, pronto a seguire il sogno di dedicarsi al cinema, che era stato strappato da lui già dieci anni prima, ai tempi delle prime accuse del 1993.

## Tracce
Singolo 7" Regno Unito
1. One More Chance (Album Version) – 3:50
2. One More Chance (Paul Oakenfold Urban Mix) – 3:37

Maxisingolo Regno Unito e download digitale
1. One More Chance (Album Version) – 3:50
2. One More Chance (Paul Oakenfold Mix) – 3:50
3. One More Chance (Brian Rawling Metro Mix) – 3:50
4. One More Chance (Ron G Club Mix) – 4:00

Singolo 12" Regno Unito
1. One More Chance (Brian Rawling Metro Mix) – 3:50
2. One More Chance (Paul Oakenfold Urban Mix) – 3:37
3. One More Chance (Paul Oakenfold Mix) – 3:50
4. One More Chance (Ron G Club Mix) – 4:00
5. One More Chance (Album Version) – 3:50

Vinile 12" Picture Disc
1. One More Chance (Album Version) – 3:50
2. Billie Jean (Album Version) – 4:54

## Classifica
| Classifica (2003) | Posizione massima |
| ----------------- | ----------------- |
| Francia           | 44                |
| Germania          | 29                |
| Italia            | 7                 |
| Regno Unito       | 5                 |
| Spagna            | 7                 |
| Stati Uniti       | 83                |
| Svizzera          | 24                |